# Sveriges största konstkupper
Sveriges största konstkupper är en svensk dokumentärserie som hade premiär på SVT1 och SVT Play den 6 september 2023. Serien består av 5 avsnitt.

## Handling
Serien kretsar kring tre av de mest fräcka och sensationella svenska konstkupperna i modern tid. Serien kommer att följa upp hur polisen lyckades lösa brotten och varför hemliga agenter blandades in. Vidare berättar brottslingarna, vittnen som var på plats och poliserna som utredde konstkupperna om fallen.

## Säsongsinformation
- Avsnitt 1:  Rififikuppen på Moderna museet, del 1
- Avsnitt 2:  Rififikuppen på Moderna museet, fortsättningen
- Avsnitt 3: Rånet på Nationalmuseum, del 1
- Avsnitt 4: Rånet på Nationalmuseum, fortsättningen
- Avsnitt 5: Brottet på Carl Larsson-gården

## Medverkande i urval
- Cyril Hellman
- Clark Olofsson
- William Kvist
- Tommy Lindström
- Ylva Johansson
- Leif Jennekvist
- Sven-Erik Alhem
- Elsa Billgren
- Mårten Werner